# 25 novembre dans les chemins de fer
25 octobre 25 décembre
Chronologies thématiques
- Croisades
- Sports
- Disney

Cette page concerne les événements qui se sont déroulés un 25 novembre dans les chemins de fer.

## Événements

### XIXesiècle
- 1845.  France :   l'exploitation de la ligne Paris-Strasbourg est attribuée par voie d'adjudication à la Compagnie du chemin de fer de Paris à Strasbourg.

### XXesiècle
- 1998.  Suisse :   ordonnance sur l'accès au réseau ferroviaire Suisse. Toute entreprise ferroviaire domiciliée en Suisse ou dans l'Union européenne est autorisée à y circuler sous réserve de disposer d'une licence et sous réserve d'accords internationaux pour les entreprises étrangères.
- 1999.  Suède :   mise en service des navettes Arlanda Express à grande vitesse entre Stockholm et l'aéroport d'Arlanda (42 km).

### XXIesiècle
- 2000.  France :   travaux sur la ligne à grande vitesse Paris-Lyon pour installer le système de transmission voie-machine TVM 300 qui permet de réduire à 4 minutes (au lieu de cinq) l'intervalle entre trains successifs, et porter à 300 km/h la vitesse limite de la ligne (au lieu de 270).